# Ацесульфам
Ацесульфам (калієва сіль 2,2-діоксиду 3,4-дигідро-6-метил-1,2,3-оксатиазин-4-вона) — підсолоджувач сульфамидного ряду, безбарвні кристали, легко розчинні у воді, приблизно 180—200 разів солодші від сахарози (традиційного кулінарного цукру).
Вперше описаний 1967 року німецьким хіміком Карлом Клаусом (нім. Karl Clauss), який працював у Hoechst AG.
Подібно до сахарину, що також є сульфамидом, ацесульфам у високих концентраціях має гіркувато-металевий присмак, тому часто використовується в комбінації з аспартамом.
Використовується для підсолоджування газованих напоїв, при виготовленні перепічки, желатинових десертів і жувальної гумки, також використовується як підсолоджувач деяких лікарських форм, зокрема у сиропах.
Схвалено до використання в газованих напоях 1998 року американським Управлінням з контролю за продуктами і ліками.
В окремих ЗМІ у публікаціях про підсолоджувачі часто стверджується, що ацесульфам може викликати рак (згідно з дослідженнями 1970 року), однак 9-місячні токсикологічні дослідження показали відсутність зв'язку між прийомом ацесульфаму і ймовірністю виникнення пухлин.
Зареєстрований як харчовий додаток E950.

## Синтез
У промисловості використовуються кілька методів синтезу ацесульфаму, практично у всіх синтезах як попередник чотирьохвуглеводного фрагменту метилоксатиазінового циклу використовуються похідні ацетооцтової кислоти — її ефіри або дикетен — лактон її енольній формі, які вводяться в реакцію з похідними аміносульфонової кислоти.
Так, ацесульфам може бути синтезований конденсацією в ефірі фторсульфонілізоціанату FSO2NCO і трет-бутіл ацетооцтового ефіру з наступною циклізацією під дією гідроксиду калію.
Описаний також метод синтезу ацесульфаму з триетиламонієвої солі і дикетена: на першій стадії відбувається розкриття оксетанового циклу з утворенням аміду ацетооцтової кислоти, який потім циклізується під дією сірчаного ангідриду: